# 프리모시 코즈무스
프리코시 코즈무스(슬로베니아어: Primož Kozmus, 1979년 9월 30일~)는 슬로베니아의 전직 육상 선수로 주 종목은 해머던지기이다. 2008년 하계 올림픽과 2009년 세계 육상 선수권 대회 남자 해머던지기 종목에서 금메달을 획득했다.

## 경력
노보메스토 출신으로 1996년에 슬로베니아 해머던지기 남자 주니어 기록을 세우면서 주목을 받았다. 이듬해인인 1997년에는 슬로베니아 해머던지기 종목 주니어 국가대표로 발탁되었다.
1998년에는 슬로베니아 국가대표가 되었으며 그 해 6월 부다페스트에서 열린 유러피언컵을 통해 슬로베니아 성인 국가대표 선수 경력을 시작했다. 코즈무스는 이 대회에서 64.40m를 기록하여 7위에 올랐다. 2000년에는 시드니에서 열린 2000년 하계 올림픽에 참가하면서 선수 경력 첫 올림픽에 출전했다. 그는 예선에서 38위를 기록했다. 2003년 8월에는 파리에서 열린 2003년 세계 선수권 대회에 참가하여 79.68m의 기록으로 5위에 올랐다.
2007년 8월 오사카에서 열린 2007년 세계 선수권 대회에서 82.29m의 기록으로 벨라루스의 이반 치한의 뒤를 이어 은메달을 획득했다. 같은 해 9월에는 슈투트가르트에서 열린 월드 애슬레틱스 파이널 대회에서 6위에 올랐다. 10월에는 인도 하이데라바드에서 열린 2007년 세계 군인 체육 대회에서 75.98m의 기록으로 우승을 차지했다.
2008년 8월 베이징에서 열린 2008년 하계 올림픽에 참가하여 82.02m의 기록으로 벨라루스의 바딤 데뱌톱스키와 치한을 꺾고 금메달을 획득했다. 이듬해인 2009년 8월에는 베를린에서 열린 2009년 세계 선수권 대회에서 폴란드의 시몬 지우코프스키와 러시아의 알렉세이 자고르니를 꺾고 금메달을 획득했다. 코즈무스는 슬로베니아 육상 선수 최초로 올림픽과 세계 선수권 대회에서 우승한 선수가 되었고 현재까지 해당 기록을 보유한 유일한 선수가 되었다. 같은 해 9월 첼레에서 열린 슬로베니아 육상 그랑프리 대회에서 82.58m를 기록하면서 우승과 동시에 슬로베니아 국가 기록을 갱신했다. 이후 10월 현역 은퇴를 선언했으나 이듬해인 2010년 10월 25일에 복귀를 선언했다.
2011년 5월에 현역으로 복귀한 그는 오스트라바에서 열린 골든 스파이크 대회에서 우승했고 8월에 대구에서 열린 2011년 세계 선수권 대회에 참가했다. 그는 사전 인터뷰에서 결승에 진출하여 8위 안에 드는 것을 목표로 밝혔고 79.39m의 기록으로 동메달을 획득했다. 
2012년 8월에는 런던에서 열린 2012년 하계 올림픽에 참가했으며 79.36m의 기록으로 헝가리의 퍼르시 크리스티안의 뒤를 이어 은메달을 획득했다. 이후 2014년 9월 류블랴나에서 열린 발칸 국가대항전 대회에서 우승을 한 후 현역에서 은퇴했다.